# زهوة عرابي
زهوة اياد عرابي (من مواليد 2 نوفمبر 2005) هي لاعبة كرة قدم لبنانية تلعب كمهاجمة لنادي أيليفين فوتبول والمنتخب اللبناني.
مثلت لبنان تحت 15 سنة في بطولة اتحاد غرب آسيا لكرة القدم تحت 15 سنة 2019، وفازت بالبطولة.
ظهرت لأول مرة على المستوى الدولي مع منتخب لبنان في 24 أغسطس 2021، كبديلة ضد تونس في كأس المرأة العربية 2021. وأستدعيت لتمثيل لبنان في بطولة اتحاد غرب آسيا لكرة القدم للسيدات 2022؛ ساعدت فريقها على احتلال المركز الثاني، وسجلت هدفًا أمام الأردن في 1 سبتمبر.

## الإحصائيات

### دولية
| # | تاريخ         | مكان                       | الخصم  | نتيجة | حصيلة | مسابقة                               |
| - | ------------- | -------------------------- | ------ | ----- | ----- | ------------------------------------ |
| 1 | 1 سبتمبر 2022 | ستاد البتراء، عمان، الأردن | الأردن | 1-1   | 1-2   | بطولة اتحاد غرب آسيا لكرة القدم 2022 |

## الانجازات
لبنان تحت 15 سنة
- بطولة غرب آسيا تحت 15 سنة للفتيات: 2019

لبنان تحت 18 سنة
- بطولة غرب آسيا تحت 18 سنة للفتيات: 2022

لبنان
- وصيف بطولة اتحاد غرب آسيا لكرة القدم للسيدات: 2022

## روابط خارجية
- زهوة عرابي على موقع أف آي لبنان (FA Lebanon)